# Emblem der Afrikanischen Union

Emblem der Afrikanischen Union

Flagge der Afrikanischen Union

Das Emblem der Afrikanischen Union befand sich auch in der Mitte der vorhergehenden Flagge der Afrikanischen Union.

## Symbolik
Die dargestellten Symbole haben folgende Bedeutung:
- Die Palmblätter, die auf jeder Seite des äußeren (goldenen) Kreises herausranken, stehen für Freiheit.
- Die Farbe Gold symbolisiert Afrikas Reichtum und eine gute Zukunft.
- Der grüne Kreis steht für Hoffnung und Sehnsucht.
- Die kleinen verbundenen Ringe am Grund der großen Kreise stehen mit ihrer gegenseitigen Durchdringung für Solidarität und mit ihrer roten Farbe für das für die Freiheit Afrikas vergossene Blut.
- Die einfarbige Karte Afrikas im inneren Kreis ist bewusst ohne Grenzen dargestellt und steht für die Afrikanische Einheit.

Es ist anzumerken, dass die Afrikakarte auch oben links die Kanarischen Inseln, die politisch zu Spanien gehören, und unten rechts die Insel Réunion, die politisch zu Frankreich gehört, einschließt. Auch die ägyptische Sinai-Halbinsel, die geographisch zu Asien zählt, ist enthalten.